# لیروی (آلاباما)
لیروی (به انگلیسی: Leroy) شهرکی در شهرستان واشینگتن ایالت آلاباما است که مساحت آن ۳۱٫۰۳ کیلومترمربع است و در سرشماری سال ۲۰۱۰ میلادی، ۹۱۱ نفر جمعیت داشته و تراکم جمعیتی آن، ۲۹٫۳۶ در کیلومترمربع بوده است.